# Núria Martínez
Pour les articles homonymes, voir Núria (homonymie) et Martínez.
Núria Martínez, née le 29 février 1984 à Vilassar de Mar, est une joueuse internationale espagnole de basket-ball, évoluant au poste de meneur pour le club turc Galatasaray SK  et celui d'ailière en équipe nationale d'Espagne.

## Biographie
Défaite en demi-finales par la France, l'Espagne obtient la médaille de bronze de l'Euro 2015 grâce à une victoire 74 à 58 face à la Biélorussie.

## Club
- 2002-2003 :  Barcelone
- 2003-2006 :  Parfumerias Avenida Salamanque
- 2007-2008 :  ŽBK Dynamo Moscou
- 2008-2009 :  Famila Schio
- 2010-2011 :  Ros Casares Valence
- 2011-2012 :  Liomatic Umbertide
- 2012-2014 :  Kayseri Kaski
- 2014-... :  Galatasaray SK

## Palmarès

### Club
compétitions internationales 
 compétitions nationales 
- Championnat d'Espagne 2006
- Vainqueur de la Coupe de la Reine 2006
- Championne de Turquie 2015[4]

### Sélection nationale

#### Championnat d’Europe
- Médaille de bronze au championnat d'Europe 2015[3] en Hongrie et Roumanie
- Médaille d'argent du Championnat d'Europe 2007,  Italie
- Médaille de bronze du Championnat d'Europe 2005,  Turquie
- Médaille de bronze du Championnat d'Europe 2003,  Grèce

#### Championnat du monde de basket-ball féminin
- Médaille de bronze au Championnat du monde 2010
- Médaille d’argent du Championnat du monde 2014 en Turquie[5]